# پراگ ۱۵
پراگ ۱۵ (به لاتین: Prague 15) یک منطقهٔ مسکونی در جمهوری چک است که در پراگ ۱۰ واقع شده‌است. پراگ ۱۵ ۱۰٫۲۴ کیلومتر مربع مساحت و ۲۹٬۹۰۲ نفر جمعیت دارد.